# Cratichneumon lesnei
Cratichneumon lesnei là một loài tò vò trong họ Ichneumonidae.